# Иоффе, Алевтина Николаевна
 Алевти́на Никола́евна Ио́ффе (род. Москва) — российский дирижёр, режиссёр и педагог. Главный дирижёр Детского музыкального театра им. Н. И. Сац (2011—2023). Музыкальный руководитель Санкт-Петербургского Михайловского театра (2021—2022).

## Биография
Училась в училище имени М. М. Ипполитова-Иванова по специальностям дирижёр хора (класс профессора Введенского) и фортепиано-орган (класс профессора Фихтенгольц). Изучала хоровое дирижирование и игру на фортепиано в Государственном музыкально-педагогическом институте имени М. М. Ипполитова-Иванова. Окончила факультет оперно-симфонического дирижирования в Московской государственной консерватории имени П. И. Чайковского (класс народного артиста России профессора В. А. Понькина).
Концертирует с 2002 года. В 2003 году поступила стажёр-дирижёром в Московскую государственную филармонию, где принимала участие в управлении малым симфоническим оркестром под руководством В. Понькина. В 2005—2008 гг. — стажер в Национальном Филармоническом оркестре России под руководством В.Спивакова. В 2003—2004 гг. — дирижёр Центра оперного пения Г. Вишневской. 2004—2005 гг. — ассистент дирижёра в Московском музыкальном театре «Геликон-Опера». 2006—2008 гг. — главный дирижёр Марийского государственного театра оперы и балета им. Э. Сапаева. 2008 г. — ассистент дирижёра в театре Опера Сан-Франциско. За время работы сотрудничала с такими выдающимися дирижёрами, как Дональд Ранниклс и Джон Коулли. С 2008 г. — дирижёр Музыкального театра им. К. С. Станиславского и В. И. Немировича-Данченко.
С 2011 ― главный дирижёр театра имени Н. И. Сац. Под её руководством в театре были осуществлены постановки как российских, так и зарубежных композиторов, среди них «Евгений Онегин», «Щелкунчик», «Лебединое озеро», «Мадам Баттерфляй», «Любовь к трем апельсинам», «Золушка», «Сказка о царе Салтане», «Золотой петушок», «Волшебная флейта», а также балеты из знаменитых «Русских сезонов» С. П. Дягилева восстановленных в партнерстве с А. Лиепой специально для театра имени Н. И. Сац: «Петрушка», «Шахерезада», «Половецкие пляски», «Шопениана» и «Жар-птица».
В 2011 году как музыкальный руководитель подготовила с оркестром театра российскую премьеру оперы Джонатана Доува «Приключения Пиноккио».
Вышеуказанные спектакли показываются не только в РФ, но и на международных площадках, например на сцене театра Елисейских полей (Париж, Франция), театр Колизиум (Лондон, Великобритания). В театрах под её руководством осуществляется два абонемента: «Детская филармония» и «Портреты композиторов». В рамках абонемента «Детская филармония» был поставлен ряд произведений классиков, например к юбилею Р. Вагнера была поставлена её редакция «Кольца Нибелунга», и к 125 летию со дня рождения С. Прокофьева был организован гала-концерт. В рамках концерта были исполнены опера Петя и Волк, написанная композитором специально для театра им. Н. И. Сац, и кантата «Александр Невский».. Концерт имел огромный успех и получил высокую оценку критики. Абонемент «Портреты композиторов» рассчитан на симфоническую программу. Здесь звучат произведения композиторов: А. Шенберга, Г. Малера, И. Стравинского, Б. Бриттена, Д. Шостаковича, С. Прокофьева и других. В абонементе принимают участие признанные музыканты, так и солисты известных площадок: Московской консерватории, Центральной музыкальной школы.
Работала на спектаклях и концертах с участием крупнейших мировых певцов, таких как Дмитрий Хворостовский, Барбара Фриттоли, Ана-Мария Мартинес, Маркус Хэддок, Генья Кюхмайер, Элис Кут, Яно Тамар, Курт Стрейт, Сэмюэль Рэми, Владимир Огновенко и Виталий Ковалёв.

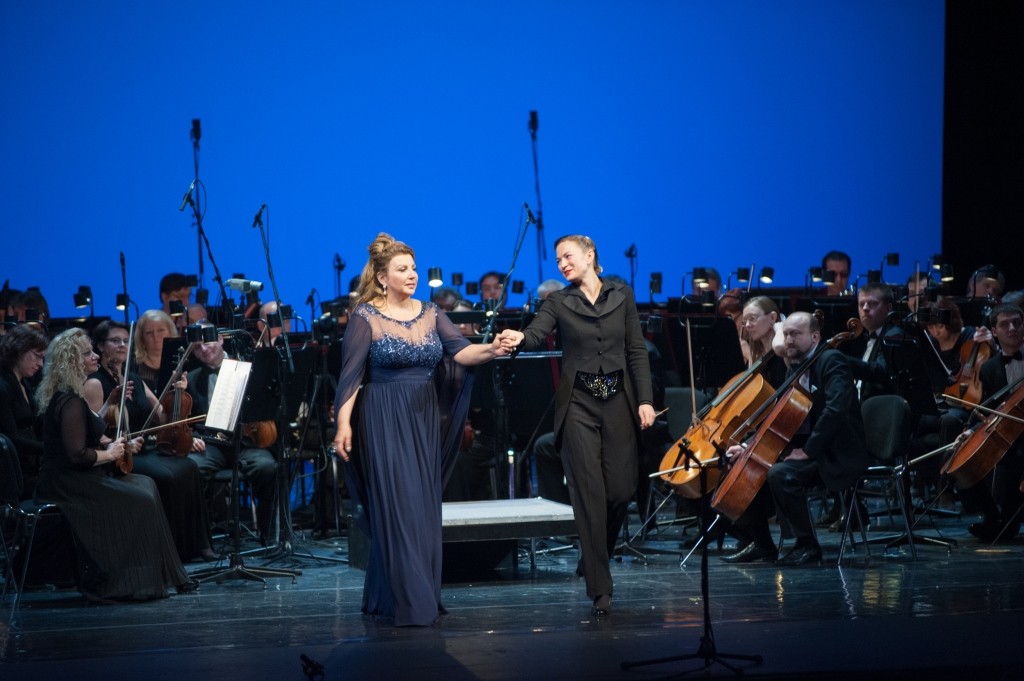
Мария Гулегина и Алевтина Иоффе

 В сезоне 2012/2013 года — художественный руководитель проекта «The Queens of the opera/Королевы оперы», собравшем выступления крупнейших певиц современности. В рамках фестиваля продирижировала сольным концертом Марии Гулегиной.
С мая 2015 года — главный приглашенный дирижёр Государственного театра оперы и балета Республики Саха (Якутия), где с успехом поставила оперы: «Аида» Дж. Верди, «Пиковая Дама» П. И. Чайковского, «Севильский цирюльник» Дж. Россини, «Турандот» Дж. Пуччини, «Кащей Бессмертный» Н. А. Римского-Корсакова, а также, совместно с Ю. Н. Григоровичем балет «Спартак» А. И. Хачатуряна. К 50-летию театра осуществлена постановка оперы «Князь Игорь» А. П. Бородина, премьера которой с успехом прошла в КНР. Повторный показ запланирован для показа на сценах Большого театра и Мариинского театра.
В 2016 году принимала участие в VI Международном фестивале Дениса Мацуева по приглашению известного пианиста.
В середине марта 2020 года продирижировала российской премьерой оперы Филиппа Гласса «Жестокие дети» по мотивам романа Жана Кокто «Les Enfants Terribles».
С февраля 2021 года по 29 июня 2022 года — музыкальный руководитель Санкт-Петербургского Михайловского театра.

## Награды
Лауреат третьей премии Международного конкурса дирижёров Виктора де Сабата в Триесте (2009) и обладатель специального приза оркестра.

### Интервью
- Анастасия Бычкова, Эстетика полутонов Алевтины Иоффе, интервью для журнала Эстет, 2011 год
- Лия Сахаутдинова, «Для меня музыка — наркотик», интервью для издания «ОНА+», 24.02.2016